# 29458 Пірсон
29458 Пірсон (29458 Pearson) — астероїд головного поясу, відкритий 30 вересня 1997 року.
Тіссеранів параметр щодо Юпітера — 3,481.
Названо на честь Карла Пірсона (англ. Karl Pearson, 1857-1936) — англійського математика, статистика, біолога та філософа; одного із засновників математичної статистики.